# Пурпурная танагра-медосос
Пурпурная танагра-медосос (лат. Cyanerpes caeruleus) — птица из семейства танагровых (Thraupidae).

## Описание
Пурпурная танагра-медосос достигает длины 11,5 см и массы 12 г. Клюв длинный, чёрный, изогнут вниз. Самец фиолетовый с чёрными крыльями, хвостом и брюхом и ярко жёлтыми ногами. У самок и молодых птиц верх зелёного, а низ бежево-жёлтого цвета с зелёными полосами. Горло коричневое с синими полосами.

## Распространение
Распространена в тропической Америке (Неотропика) от Колумбии и Венесуэлы к югу до Бразилии и Тринидада. Природное жизненное пространство пурпурной танагры-медососа — это верхний ярус леса, встречается также и на плантациях какао и цитрусовых. Самка строит маленькое гнездо в форме чашки на дереве. Кладка состоит из 2 белых яиц с крапинами коричневого цвета.

## Образ жизни
Пурпурная танагра-медосос часто образует маленькие группы. Питается нектаром, ягодами и насекомыми, преимущественно в кроне деревьев. Охотно отвечает на призыв рыжего воробьиного сыча (Glaucidium brasilianum). Призывный крик звучит как высокое «срии».

## Подвиды
- Cyanerpes caeruleus chocoanus (Hellmayr, 1920) — западная Колумбия до западного Эквадора
- Cyanerpes caeruleus microrhynchus (Berlepsch, 1884) — восточная Колумбия, Венесуэла, северная Боливия, Бразилия
- Cyanerpes caeruleus longirostris (Cabanis, 1851) — Тринидад
- Cyanerpes caeruleus hellmayri (Gyldenstolpe, 1945) — Гайана

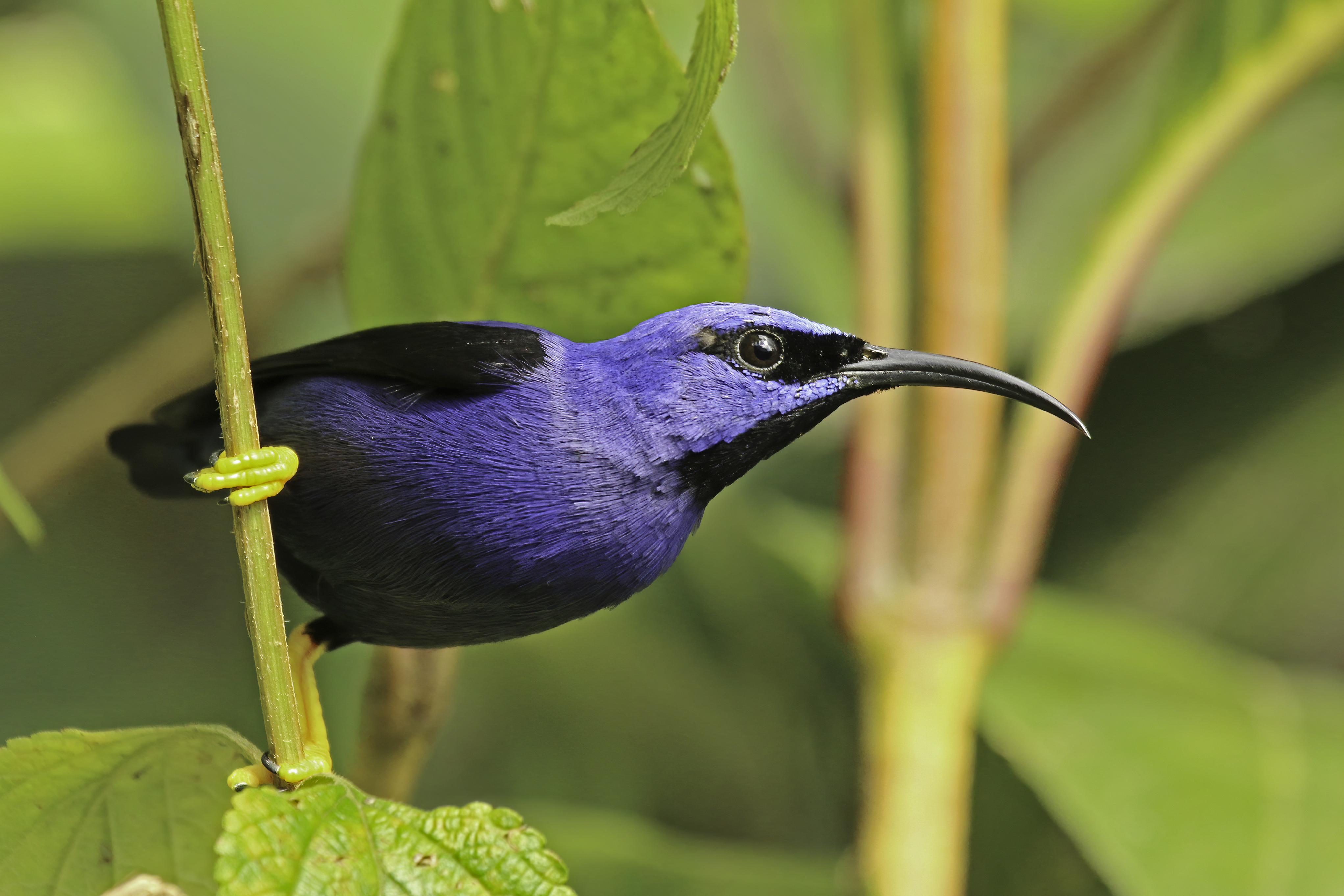
Cyanerpes caeruleus longirostris

У подвида C. c. longirostris, обитающего на Тринидаде, клюв длиннее, чем у континентальных форм.